# Woldemar Friedrich von Schmettow
Woldemar Friedrich rigsgreve von Schmettow (25. februar 1749 i Celle – 7. juli 1794 i Plön) var en dansk-tysk diplomat og litterat.
Han var anden søn af rigsgreve Woldemar Hermann von Schmettau. Allerede i hans 8. år fik faderen ham indskrevet i den danske hær, men han kom aldrig til at indtræde i den, og vel udnævntes han 1769 til generaladjudant, men det var en blot og bar hoftitel, der ikke pålagde ham militære pligter, men gav ham ret til at bære militær uniform. Derimod stod hans hu til diplomatiet, og 1767 ansattes han som legationssekretær i Madrid, 1769 forflyttedes han i samme egenskab til Warschau, blev chargé d'affaires i Dresden 1771 og udnævntes det følgende år til envoyé sammesteds. Men det viste sig snart, at han måtte fjernes derfra på grund af gæld, dersom man ville undgå yderligere skandaler. Han fik derfor afsked i februar 1773; dog lykkedes det udenrigsministeren, grev Adolph Sigfried von der Osten, at udvirke, at han endnu i 3 år kom til at oppebære sin hidtidige gage, der skulle anvendes under behørig kontrol til at betale hans gæld. Derimod måtte han give afkald på pension eller gratifikation. Senere viste det sig i øvrigt, at han også havde forgrebet sig på statens penge, der var ham betroede i embeds medfør.
Da han nu besluttede at søge tjeneste i udlandet, meddeltes der ham ligeledes afsked som generaladjudant, og han indtrådte derpå i kurpfalzisk tjeneste som gehejmeråd, men forlod den allerede året efter "på grund af strid med en anset mand". De følgende år tilbragte han på rejser og opholdt sig særlig i Paris, hvor han meget omgikkes med den senere så bekendte kardinal Rohan, 1778 vendte han tilbage til Danmark og tilbragte resten af sit liv i Plön. Hans økonomiske stilling var stadig slet, men det synes, at landgrev Carl af Hessen tog sig af ham. 1781 opnåede han at få en pension af statskassen, og 1790 udnævntes han til medlem af den plönske landret og konsistoriet, hvilke – i øvrigt ulønnede – hverv han skal have røgtet med iver og dygtighed. Mest beskæftigede han sig med litterært arbejde og vandt ikke ringe anseelse i Tyskland som politisk og statsøkonomisk forfatter. Bl.a. skrev han om de danske finanser, og 1791 udgav han et skrift, Patriotische Gedanken eines Dänen über stehende Heere, politisches Gleichgewicht und Staatsrevolution, i hvilket han udtalte, at Danmark var for fattigt og for slet befolket til at kunne holde en stående hær, gjorde affæren ved Kvistrum Bro latterlig og angreb de mænd, "der forledede Regenten til at opofre Landets Velfærd". Dette skrift pådrog ham en litterær fejde med general Johann Friedrich von und zu Mansbach, som deri fandt en fornærmelse mod landgrev Carl, og det truede endog med en duel, der dog hindredes ved Schmettaus sygdom og død 7. juli 1794.